# Gammabaculovirus

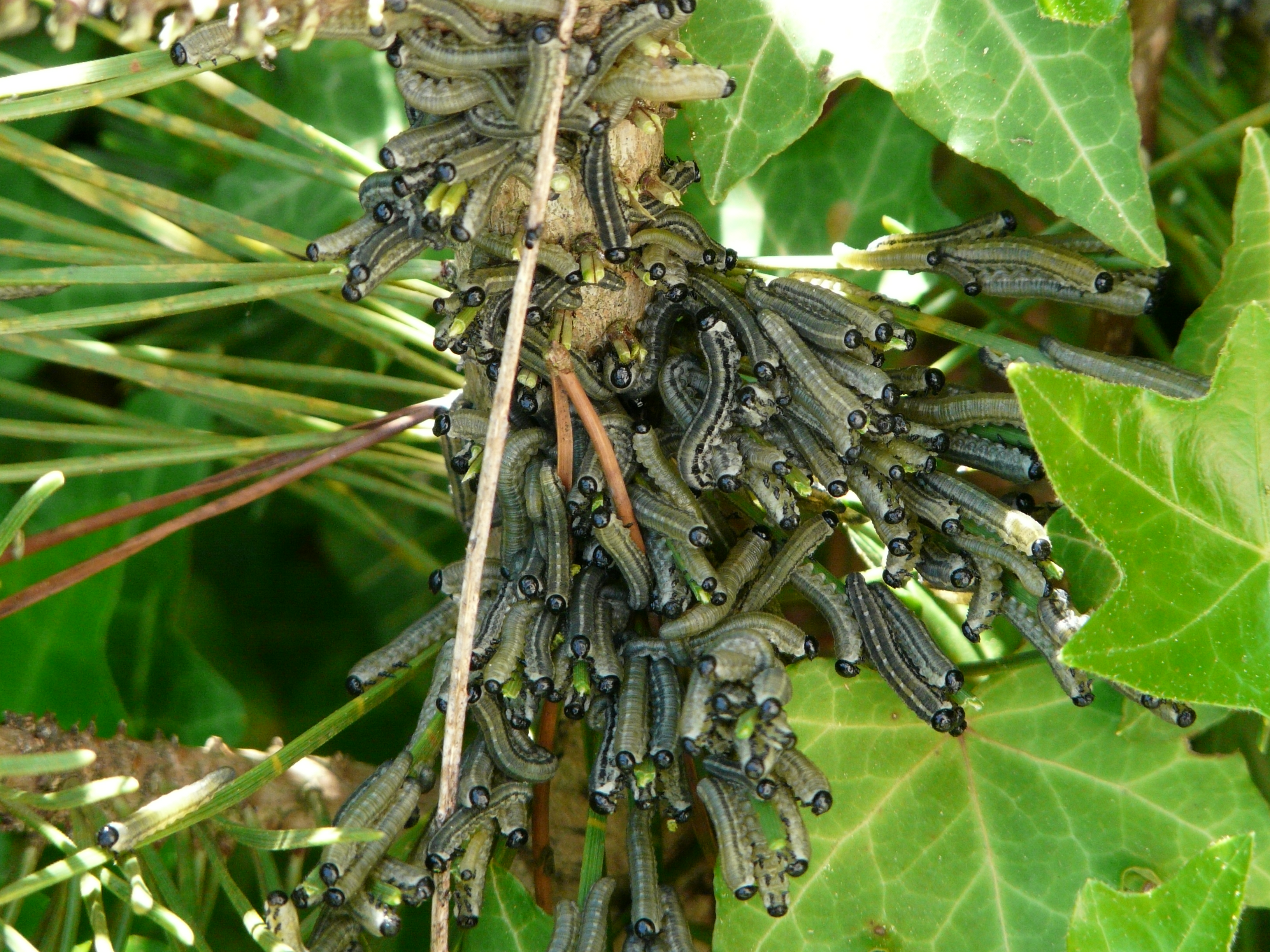
Larvas da espécie Neodiprion sertifer, espécie hospedeira do gammabaculovírus Neodiprion sertifer nucleopolyhedrovirus (NeseNPV).

Gammabaculovirus é um gênero de vírus da família Baculoviridae. Os vírus deste gênero têm como hospedeiros insetos da Ordem Hymenoptera.

## Genoma
O genoma dos membros do gênero Gammabaculovirus é composto por uma única molécula circular de DNA dupla fita superenrolada, a qual tem cerca de 80 a 86 Kpb.

## Morfologia
O fenótipo Occlusion Derived Virus (ODV) dos gammabaculovírus se encontram envolvidos em matriz protéica composta pela proteína poliedra, a qual possui de 25 a 33 KDa. Cada corpo de oclusão mede de 0,4 a 1,1 μm e acomoda muitos vírions envelopados em seu interior. Cada vírion ODV contém apenas um nucleocapsídeo por envelope. Não foi demonstrada a existência do fenótipo Budded Virus (BV) neste gênero de baculovírus.